# Fairview Pointe-Claire

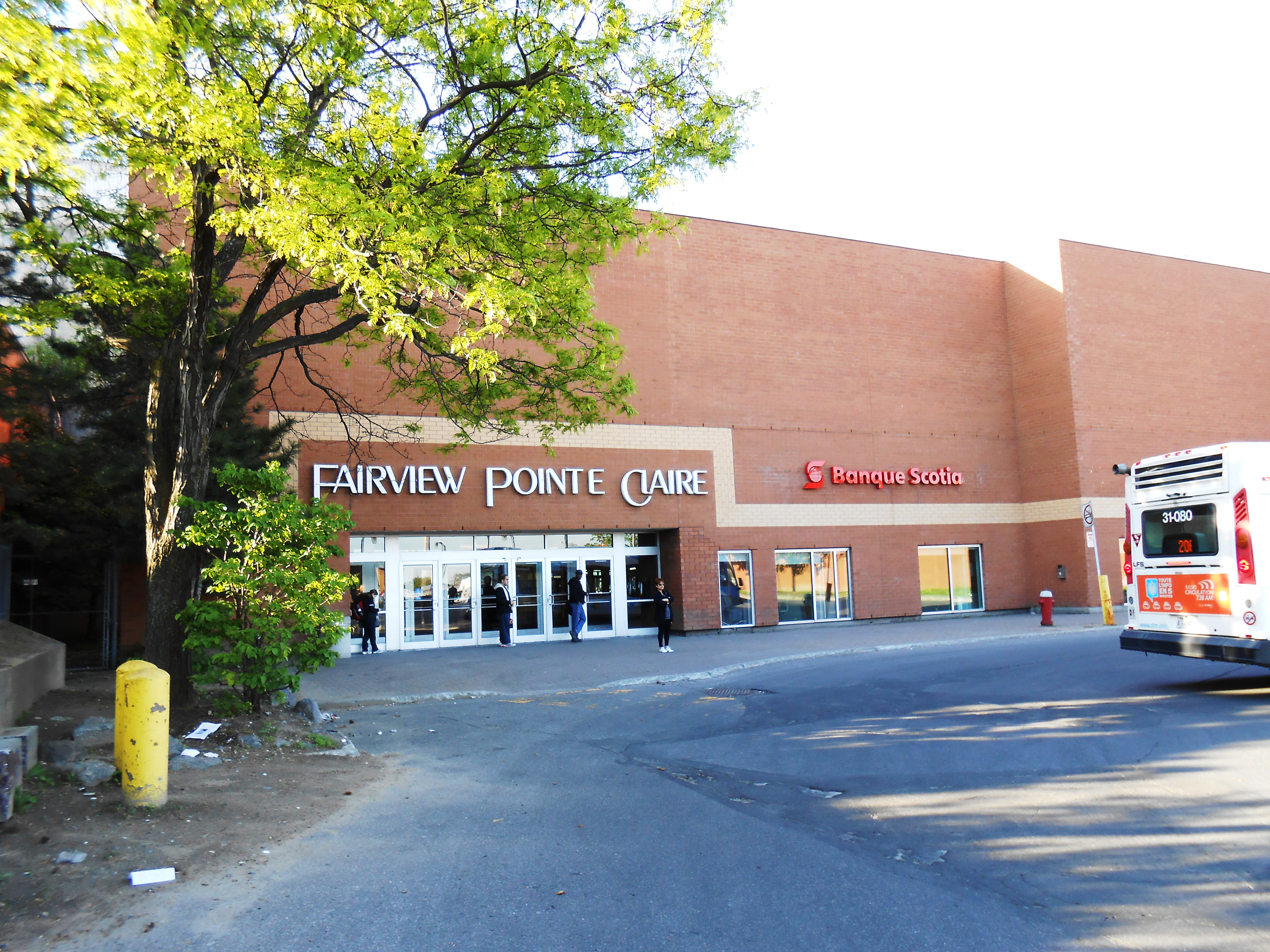
Autre vue

Fairview Pointe-Claire est un centre commercial de grande envergure situé dans la ville de Pointe-Claire sur l'île de Montréal. Les grandes surfaces sont La Baie, Simons, Winners, HomeSense, Best Buy et Sports Experts/Atmosphère. Le propriétaire du centre commercial est la société Cadillac Fairview, aussi gérante des opérations du centre,.

## Historique

### Inauguration
La construction du centre commercial débute au printemps 1964 au coût de 14,5 millions de dollars.
Fairview Shopping Centres Ltd inaugure le Fairview Pointe-Claire le 12 août 1965 avec Simpsons, Steinberg, Eaton, Pascal et 66 autres magasins pour un total d'exactement 70 commerces. Parmi les locataires connus, citons Ogilvy's et Woolworth's. Fairview Pointe-Claire est un centre commercial avec seulement un étage, mais Simpsons et Eaton en ont deux,. Bien que Simpsons et Eaton n'ont que deux étages, leurs édifices respectifs ont été construits de sorte à abriter chacun deux autres niveaux s'ils désirent s'agrandir dans le futur,.
À son inauguration, Fairview Pointe-Claire possède, dans son ensemble, une superficie locative de 580 000 pi2 (53 884 m2). Il est le premier centre d'achats de l'Ouest-de-l'Île qui soit entièrement couvert, le premier centre commercial dans la province doté soit d'un magasin Simpsons ou d'un magasin Eaton, et le deuxième en importance au pays. Il est la propriété conjointe de Simpsons et de Cemp Investments, société-mère de Fairview Shopping Centres. Simpsons achète d'ailleurs une réplique du David de Michel-Ange et l'installe dans le centre commercial, un geste qui lui vaut bien des critiques pour obscénité, Le centre a été construit par Cadillac Development Corporation qui fusionnera en 1974 avec Fairview Corporation  pour créer la société immobilière Cadillac Fairview,. .

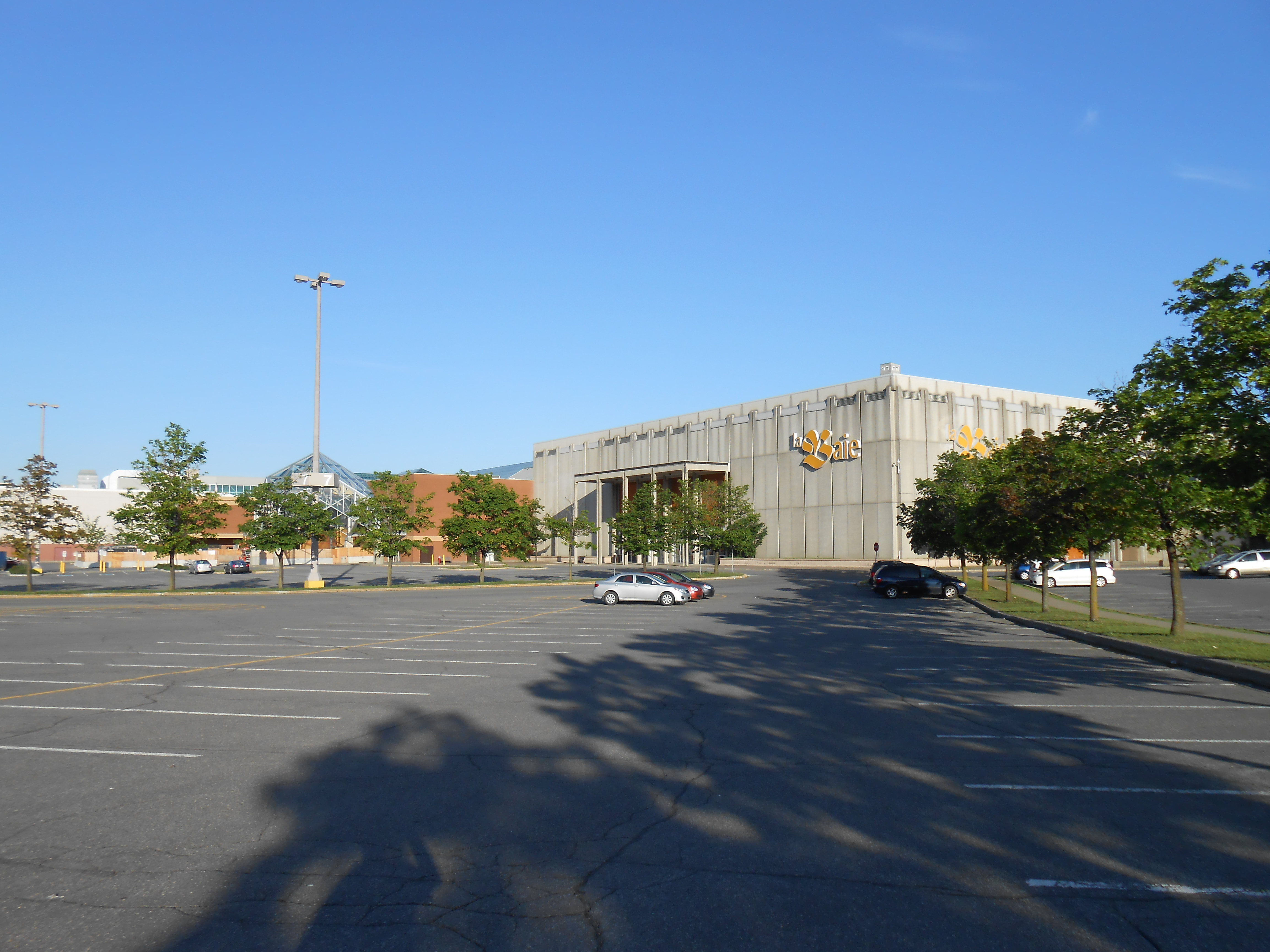
Partie Est du centre commercial avec le magasin La Baie

### Évolution

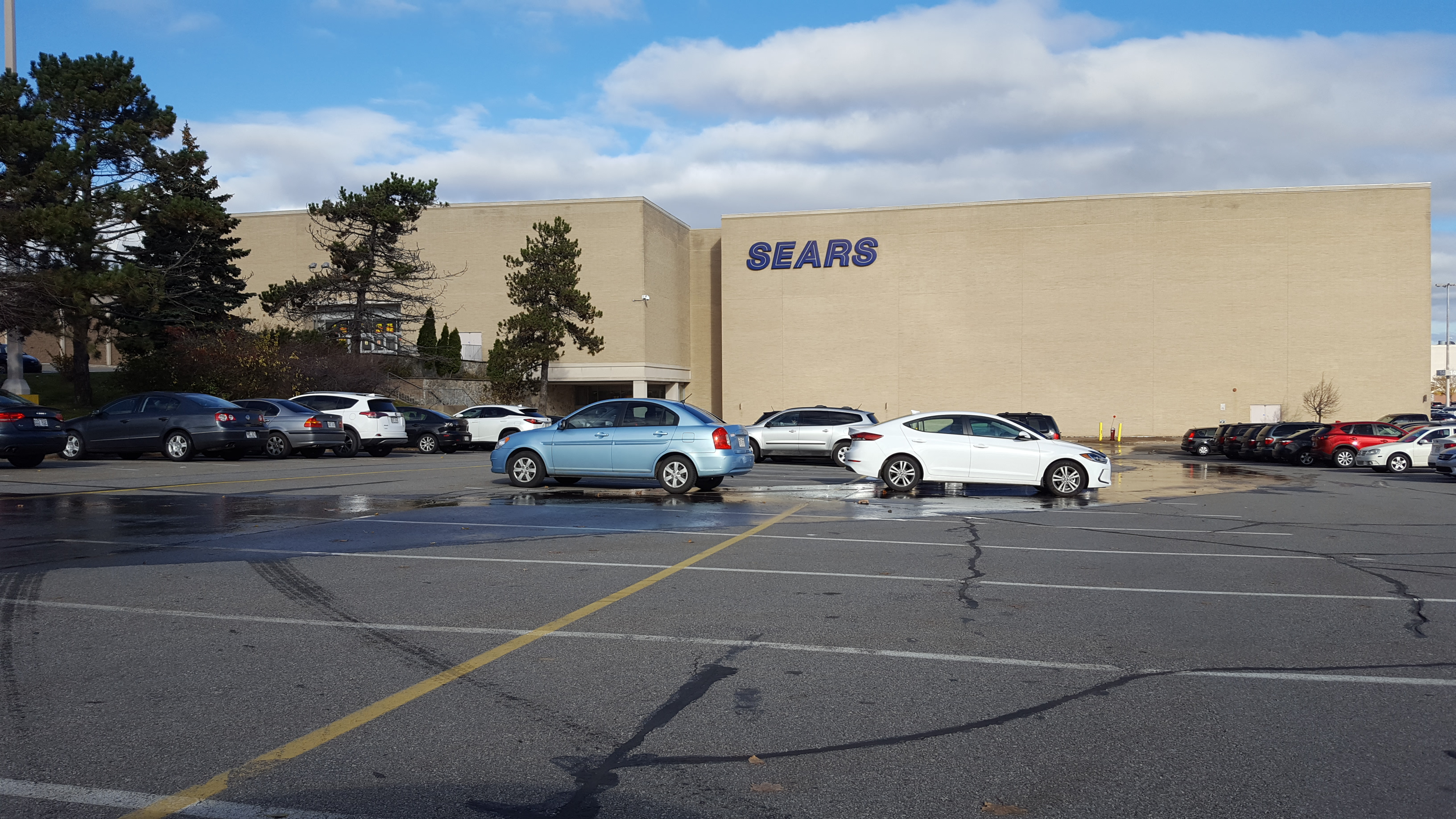
Ancien magasin Sears (emplacement de 2001 à 2017)

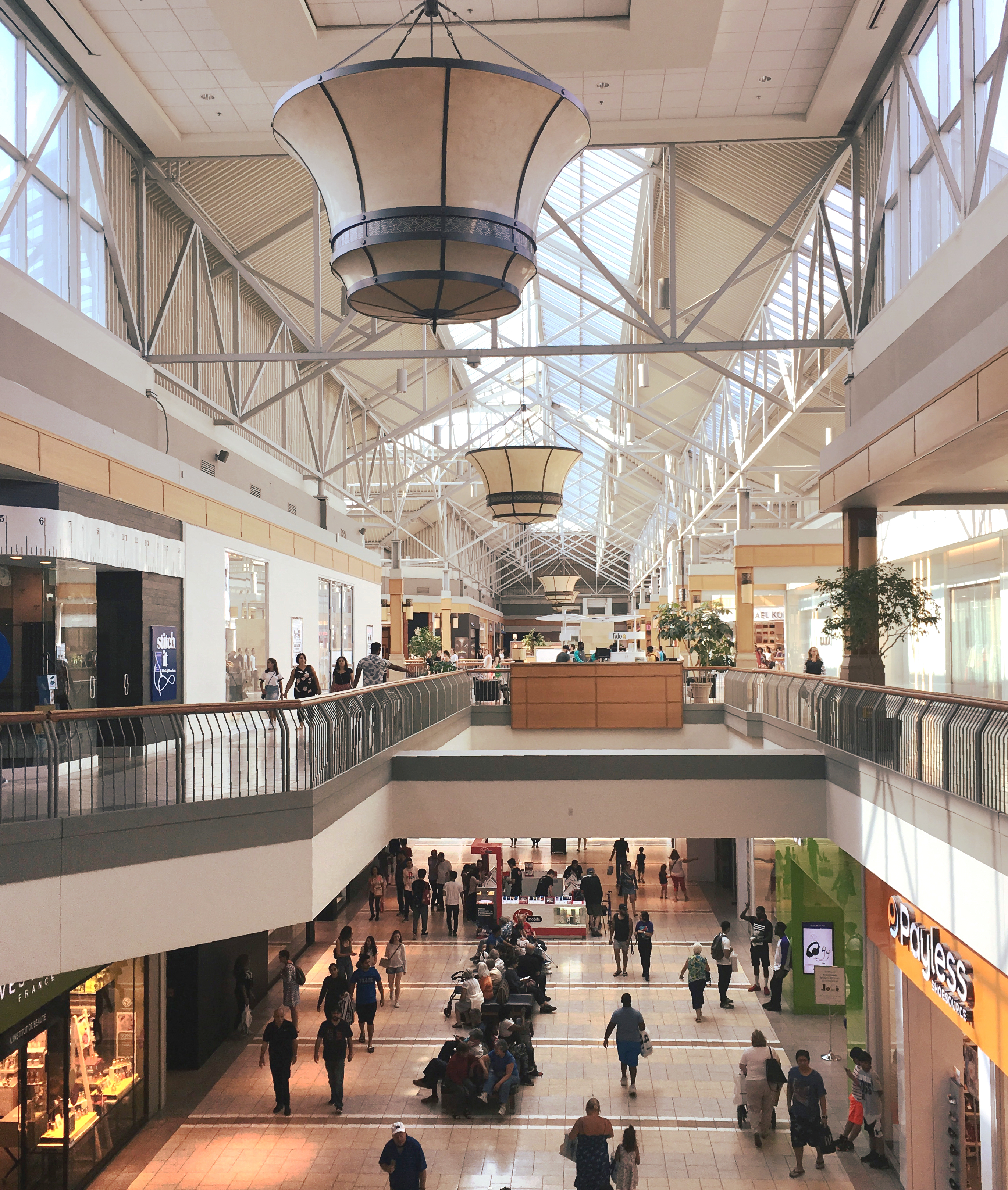
Intérieur du centre commercial

Le 20 mai 1976, Simpsons ouvre un troisième étage à son magasin. Il passe donc d'un magasin de 127 000 pi2 (11 799 m2) sur deux étages à 178 000 pi2 (16 537 m2) répartis sur trois niveaux. En 1979-1980, c'est au tour Eaton d'ouvrir un troisième étage à son magasin pour atteindre 180 000 pi2 (16 723 m2).
Au milieu des années 80, un deuxième étage est ajouté à Fairview Pointe-Claire, semblable aux Promenades St-Bruno. Les travaux sont complétés le 14 août 1985 alors que le centre a 20 ans. Une foire alimentaire est ajoutée. Un nouveau La Baie doit ouvrir, mais le projet est annulé.
En mars 1989, Simpsons devient La Baie.
Pascal ferme en 1991,. L'espace qu'il occupait est comblé par  Aventure Électronique et une boutique du Groupe San Francisco.
Le 12 août 1992 marque l'ouverture d'un nouveau magasin Sears, à l'endroit où était situé CIBC.
En 1992, Steinberg est renommé Métro. Ce dernier change lui-même de nom pour Super C en 1996.
Eaton ferme le 17 octobre 1999 après une vente de fermeture. Sears déménage en 2001 dans les anciens locaux d'Eaton et Super C ferme.
Déco Découverte ouvre son premier magasin au Québec durant l'été 2001, dans l'ancien espace de Super C.
En 2004, l'ancien édifice Pascal/Aventure Électronique est démoli après plusieurs années de locataires de court terme. Un Best Buy prend la place l'année suivante.
Sears ferme en décembre 2017.
Déco Découverte ferme à son tour en juillet 2019,.
En 2018, on annonce que Simons ouvrira dans le deuxième et troisième étage de l'ancien Sears alors que la foire alimentaire déménagera pour sa part dans le premier étage de Sears. Les travaux ont débuté en 2019 et comprennent un redéveloppement partiel de l'extérieur de l'ancien édifice Eaton/Sears. Le magasin Simons est inauguré le 5 mai 2022.

## Magasins
175 magasins sont présents. Il y a entre autres Zara, H&M, Gap, Sephora, Apple Store, Banana Republic, Bath & Body Works, Old Navy, Guess, American Eagle Outfitters, Pandora, Renaud-Bray, Lids, Little Burgundy, Stitch It, DAVIDsTea, Best Buy, GameStop, Fido, Vidéotron, Nespresso, etc.